# 119매거진

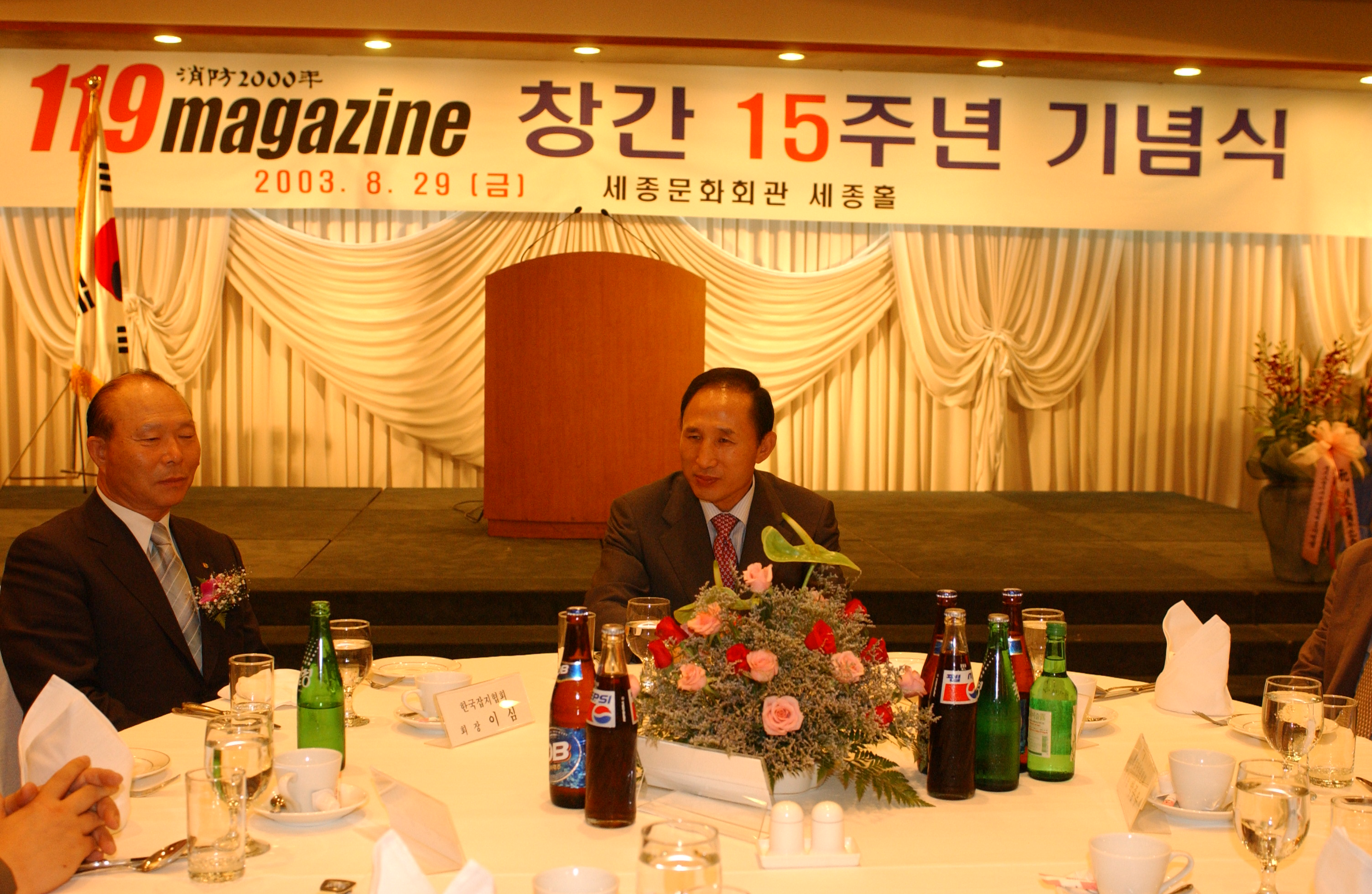
2003년 119매거진 창간15주년 기념식

《119매거진》(119magazine)은 1989년 12월에 창간된 한국의 대표적인 소방방재 전문 월간지(잡지)다. 《119매거진 소방2000년》이라는 이름으로 창간되었으며, 뒤에 《119매거진》으로 이름을 바꾸었다. 소방방재공무원과 소방기술인등 소방관계자를 주 독자층으로 한다. 창간 목적은 소방방재 지식의 공유와 소방관의 처우개선이다. 소방청 법안 마련을 위한 공청회, 소방청 설립을 위한 100만인 서명운동 등을 펼친 바 있으며, 매년 119마라톤 대회를 개최하고 있다. 2006년도 문화관광부 우수잡지에 선정되었으며, 주요 내용은 소방방재 분야의 정책, 학술, 문화, 산업이고, 발행처는 (주)미디어21, 본사는 서울특별시 강남구 역삼동에 있다. 현재 폐간되었다.

## 같이 보기
- 한국잡지협회
- 대한민국 소방방재청
- 소방관
- 소방서
- 소방발전협의회
- 119구조대